# Proislandiana
Proislandiana és un gènere d'aranyes araneomorfes de la subfamília Erigoninae, dins de la família dels linífids. Fou descrit per primera vegada per A.V. Tanasevitch l'any 1985.
És sinònim de  Microneta pallida Kulczynski, 1908

## Espècies
A Maig 2021 es coneixen dues espècies:
- Proislandiana beroni Dimitrov, 2020 –Turquia, Armènia
- Proislandiana pallida (Kulczyński, 1908) – Rússia (Europa fins al nord-est de Sibèria) (Espècie tipus)